# François-Xavier Poizat
Pour les articles homonymes, voir Poizat.
François-Xavier Poizat, né le 18 août 1989 à Grenoble, est un pianiste franco-suisse.

## Biographie
Pianiste aux origines françaises, suisses et chinoises né en 1989, il est diplômé des Haute-Ecoles de Musique de Genève, de Hambourg, et de la Juilliard School de New York, où il a reçu l’enseignement d’Alexeï Golovin, Evgeni Koroliov, Nelson Goerner et Matti Raekallio. Il se perfectionne actuellement à Rome dans l’Accademia Nazionale di Santa Cecilia sous la guidance de Benedetto Lupo. C'est Martha Argerich qui propulse sa carrière à douze ans, lorsqu'elle l'invite à jouer au Pacific Music Festival, au Japon, le décrivant comme « un jeune pianiste au lyrisme profond et à la virtuosité remarquable ».
Il s’est déjà produit dans 26 pays différents, notamment dans des festivals comme la Roque d'Anthéron (France), le Pacific Music Festival (Japon), le Progetto Martha Argerich de Lugano, la Schubertiade de Porrentruy et le Septembre Musical de Montreux (Suisse). Il a joué de nombreux concertos avec les Orchestres de la Suisse Romande et de la Suisse Italienne, l'Orchestre National du Capitole de Toulouse, la Philharmonie de Poznań, l’Orchestre de Chambre de Zürich, les Orchestres de Chambres Nationaux d’Arménie et de Lituanie sous la direction de chefs comme Philippe Béran, Thierry Fischer, Neeme Järvi, Lukasc Borowicz ou Frédéric Chaslin.
François-Xavier Poizat s'est également imposé dans le monde des concours internationaux : grand prix du International Wettbewerb Romantische Sterne 2004 à Cassel, Prix jeune soliste 2007 des Radios francophones publiques, 1er Prix de l’Internationaler Musikwettbewerb für die Jugend 2009 d'Oldenburg, 1er Prix du Concours Elise-Meyer 2009 de Hambourg, Prix spécial du jury au Concours Tchaikovsky 2011 de Moscou, Prix Soliste 2012 du Pourcent-Culturel Migros à Zürich et finaliste du Concours Clara-Haskil 2013 de Vevey.
Parallèlement à son activité de pianiste, François-Xavier Poizat est également directeur depuis huit ans du Festival Puplinge Classique à Genève (dont le philosophe Michel Onfray était le président d’honneur en 2017) et directeur technique du Festival Stravinsky à Voreppe en Isère. Il possède déjà quatre CDs à son actif avec les labels Naxos, Ars Produktion et Piano Classics, mais aussi l'intégrale de l'œuvre pour piano de Maurice Ravel sortie en 2024 (6 CDs).
Boursier de la Fondation Leenaards et du Pourcent-Culturel Migros, il s'adonne volontiers au Jazz mais aussi aux arts martiaux, qu'il pratique depuis seize ans.